# Loče (Slovenske Konjice, Slovenija)
Loče (prije: Loče pri Poljčanah) je naselje u slovenskoj Općini Slovenskim Konjicama. Loče se nalazi u pokrajini Štajerskoj i statističkoj regiji Savinjskoj. 

## Stanovništvo
Prema popisu stanovništva iz 2002. godine naselje je imalo 538 stanovnika.